# 条窗钩翅天蛾
条窗钩翅天蛾（學名：Morwennius decoratus）是天蛾科的其中一個品種。舊屬無感毛組云纹天蛾亚科的钩翅天蛾属，2002年劃歸新設立的Morwennius屬。本物種最早由Moore於1872年描述。分布於尼泊爾、印度東北部的錫金及阿薩姆邦、中國雲南、泰國北部、寮國、馬來亞半島及印尼的蘇門答臘。

## 描述
兩翼張開長約72毫米。

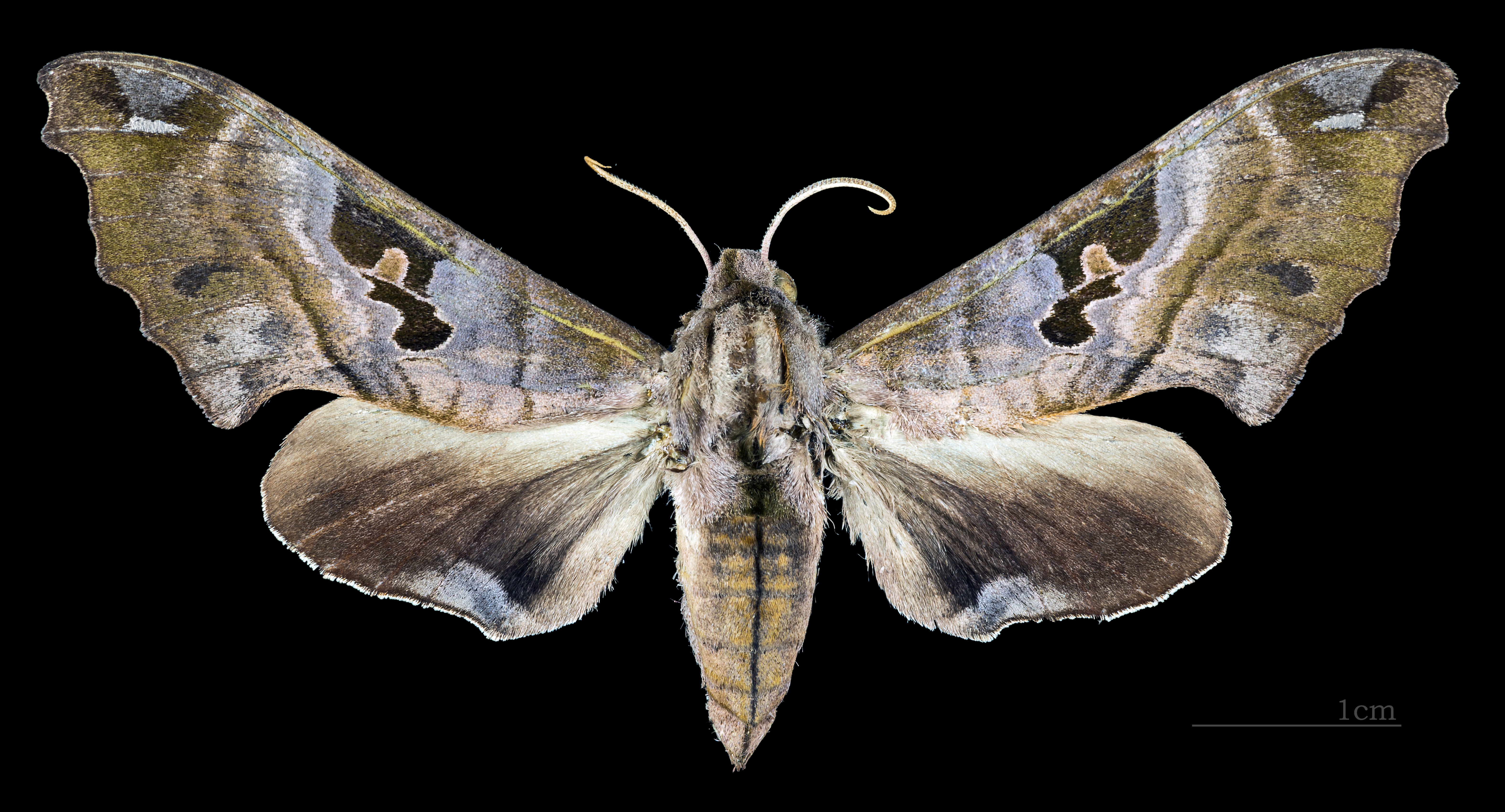
Morwennius decoratus♀
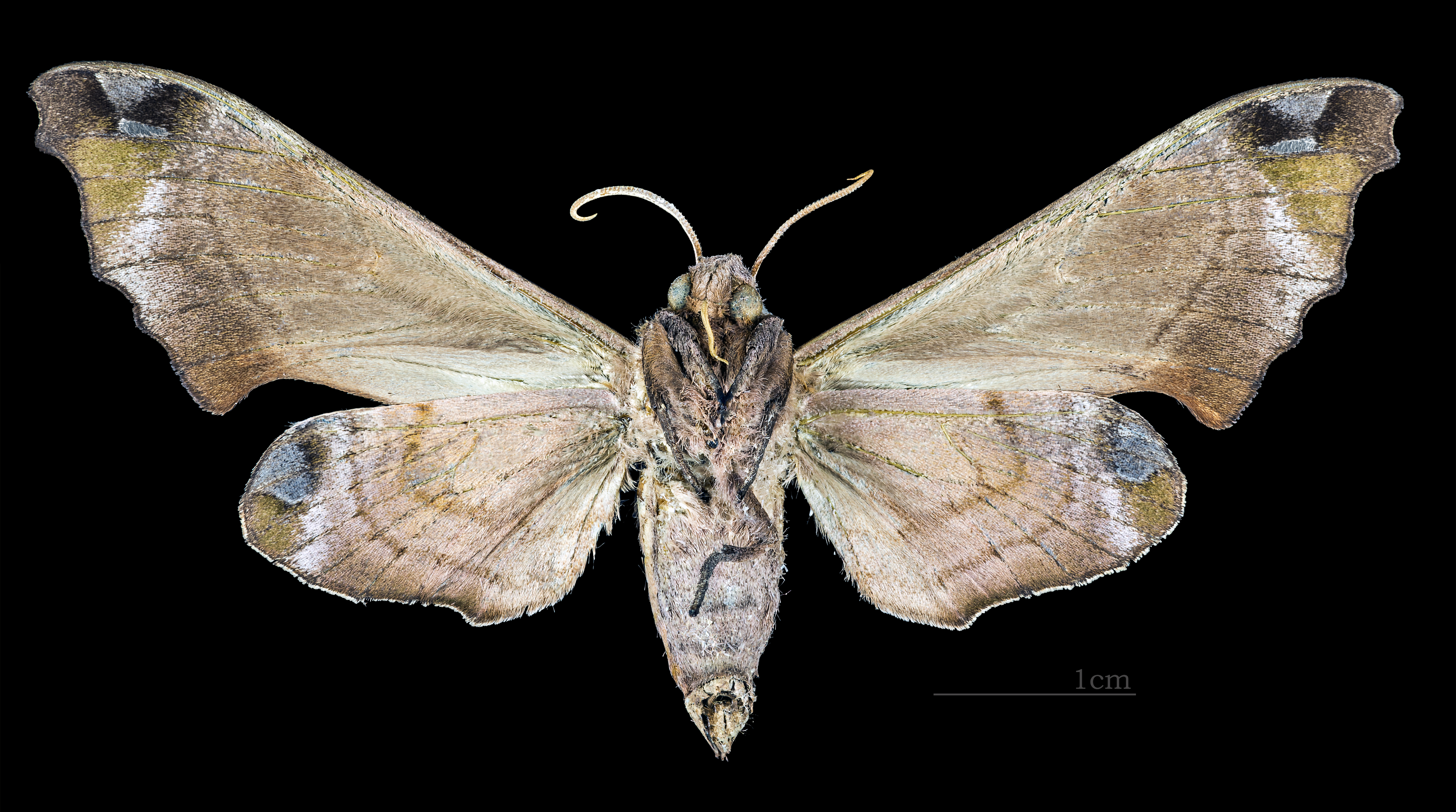
Morwennius decoratus  ♀ △